# Gymnothorax saxicola
Gymnothorax saxicola är en fiskart som beskrevs av Jordan och Davis, 1891. Gymnothorax saxicola ingår i släktet Gymnothorax och familjen Muraenidae. Inga underarter finns listade i Catalogue of Life.